# Tavola (Prato)
Tavola is een plaats (frazione) in de Italiaanse gemeente Prato.